# حارة الهيجة (صنعاء)

تعديل مصدري - تعديل

الهيجة هي إحدى حارات حي القابل بمدينة الروضة شمال العاصمة اليمنية "صنعاء"، بلغ تعداد سكانها 654 نسمة حسب تعداد اليمن لعام 2004.